# Beaufort-Orbagna
Beaufort-Orbagna község Franciaország Burgundia-Franche-Comté régiójában, Jura megyében. Új községként 2019. január 1-jén jött létre Beaufort és Orbagna község egyesítésével. A korábbi községek egyesülésekor az új község lélekszáma 1359 fő lett. Lakosainak száma 1466 fő (2022. január 1.).

## Népesség
| Lakosok száma | 1351 | 1375 | 1398 | 1422 | 1444 | 1466 |
|               | 2017 | 2018 | 2019 | 2020 | 2021 | 2022 |